# 砷黃鐵礦
砷黄铁矿（英語：Arsenopyrite），也称毒砂，是一种复合硫化物矿物，属于毒砂亚族。它的化学式为Fe(AsS)，高温形成的毒砂富含砷，低温形成的富含硫。通常毒砂为锡白色至钢灰色，表面常带浅黄的锖色，具金属光泽。灼烧后具磁性，锤击后散发出砷的蒜臭气味。
中国古称毒砂为“白砒石”，常用毒砂制取砒霜。
毒砂为提取砷和各种砷化合物的主要原料。其在氧化环境中容易分解而形成浅黄色或浅绿色的臭蔥石。

## 形态
毒砂的单晶常呈现柱状，且柱面具有晶面条纹，有时可见双晶。集合体往往呈粒状或致密块状。

## 产地
毒砂广泛的出现在金属矿床种，但于高温热液矿床和中温热液矿床中更常见，常与锡石、钨锰铁矿、辉钼矿和辉铋矿等共生。

毒砂在世界上的产地有德国的弗莱贝格、英国的康沃尔、加拿大的科博尔、中国的陕西等。

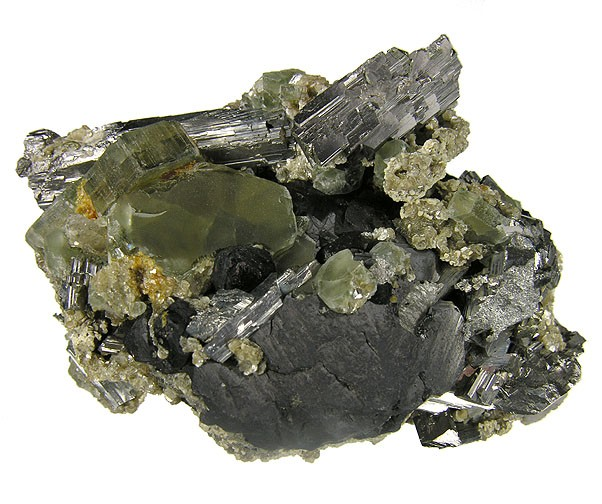